# БТР-80
БТР-80 е съветски бронетранспортьор, разработен през 1980-те години и приет на въоръжение в СССР през 1986. Той заменя по-старите БТР-60 и БТР-70 в съветската армия.
Новостите при БТР-80 в сравнение с предшествениците му са новият купол, който позволява издигане на картечницата до ъгъл от 60°, което позволява стрелба по цели на високи сгради и стръмни склонове, по-мощен дизелов двигател, нова конфигурация на вратите и димни гранатомети. Теглото на БТР-80 е 13,6 тона, дължината му е 7,7 метра, ширината му е 2,9 метра, а височината е 2,41 метра. Въоръжен е с 14,5-милиметрова картечница КПВТ, сдвоена с една 7,62-милиметрова ПКТ. Максималната дебелина на бронята му е 10 милиметра. Може да пренася 7 души, отделно от тримата души екипаж.
Към 2013 година е на въоръжение в Азербайджан, Алжир, Ангола, Армения, Афганистан, Бангладеш, Беларус, Венецуела (270), Грузия, Джибути, Естония, Индия, Индонезия, Ирак, Казахстан, Кения, Киргизстан, Колумбия, Кот д'Ивоар, Република Македония, Молдова, Монголия, Пакистан, Румъния, Русия (до 4000), Северна Корея, Судан, Таджикистан, Туркменистан, Турция, Узбекистан, Украйна, Унгария и Шри Ланка.